# Старобинский, Жан
Жан Старобинский (фр. Jean Starobinski; 17 ноября 1920, Женева — 4 марта 2019) — швейцарский филолог, историк культуры Нового времени, литературный критик, писал на французском языке. Один из представителей женевской школы в исследованиях литературы (Жорж Пуле, Жан Руссе и др.).

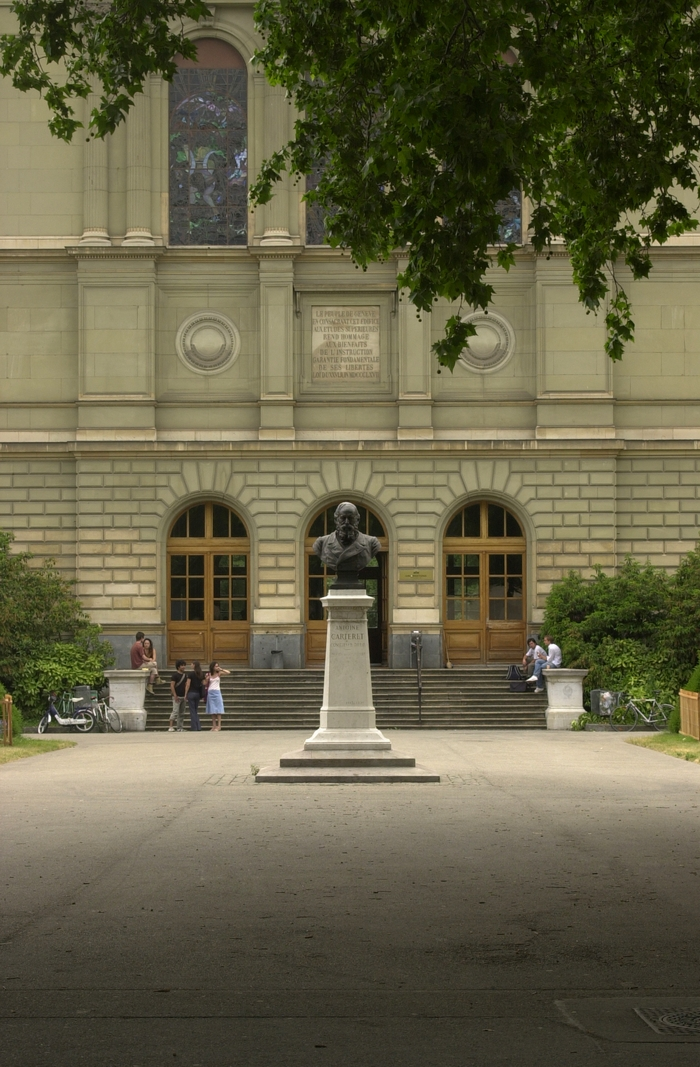
Женевский университет

## Биография
Из еврейской семьи польского происхождения — его отец, врач Арон Старобинский (1893, Полонка—1965), эмигрировал в Швейцарию из Варшавы, мать Шейндл Фридман — из Люблина в 1913 году. Изучал классическую филологию и медицину в Женевском университете, затем преподавал в этом университете и работал психиатром. Швейцарское гражданство получил только в 1948 году. В 1953—1956 годах работал в США (Балтимор). До конца 1950-х годов соединял исследования историка литературы и работу врача-психотерапевта. Труды Старобинского по истории французской мысли XVI—XVIII вв. (Монтень, Руссо, Монтескьё, Дидро) признаны классическими.

## Научные интересы
В центре внимания Старобинского — проблема понимания культуры. В её анализе он активно использует достижения лингвистики, психологии и психоанализа, теории и истории искусства. Медицинский опыт дал Старобинскому возможность глубоких исследований меланхолии, в том числе — в поэзии Бодлера. Дружба со многими современными ему поэтами неизменно помогала Старобинскому-критику, автору статей об А. Мишо, И. Бонфуа, П. Целане, Ф. Жакоте и др. Постоянный участник интернациональных междисциплинарных коллоквиумов Самосознание поэзии.

## Признание
Член многих Академий мира, включая Академию моральных и политических наук Института Франции, почетный доктор Брюссельского, Чикагского, Колумбийского, Монреальского, Туринского, Урбинского и других университетов, Цюрихской политехнической школы, университета Джонса Хопкинса, университетов в Осло и Клуже. Лауреат старейших швейцарских премий Шиллера (1961) и Рамбера (1965), Большой премии Королевской академии Бельгии (1972), Европейской премии Шарля Вейонна за эссеистику (1982), премии Бальцана (1984), премии Гёте (Гамбург, 1994), Премии Гринцане Кавур (1998), премии Карла Ясперса (Гейдельберг, 1999) и др.

## Избранные труды
- Montesqieu par lui-même (1953, переизд. 1994)
- Jean-Jacques Rousseau: la transparence et l’obstacle (1957, переизд. 1971)
- Histoire du traitement de la mélancolie, des origines à 1900 (1960, диссертация)
- L’Œil vivant (1961)
- L’Invention de la Liberté (1964)
- Portrait de l’artiste en saltimbanque (1970)
- La Relation critique (1970, переизд. 2000)
- Les Mots sous les mots: les anagrammes de Ferdinand de Saussure (1971)
- 1789: Les Emblèmes de la Raison (1973)
- Trois Fureurs (1974)
- Montaigne en mouvement [1982)
- Table d’orientation (1989)
- Le Remède dans le mal. Critique et légitimation de l’artifice à l’âge des Lumières (1989)
- La mélancolie au miroir. Trois lectures de Baudelaire (1990)
- Diderot dans l’espace des peintres (1991)
- Action et réaction. Vie et aventures d’un couple (1999)
- Le poème d’invitation (2001)
- Les Enchanteresses (2005)
- Largesse (2007)
- L’Encre de la mélancolie (2012)
- Accuser et séduire (2012)
- Diderot, un diable de ramage (2012)

## Публикации на русском языке
- Целан читает свои стихи// Иностранная литература, 1996, № 12 ()
- Свидетельство, бой и обряд// Анри Мишо. Поэзия. Живопись. М.: ВГБИЛ, 1997, с.92-95
- Поэзия и знание. История литературы и культуры. В 2-х томах/ Сост., предисл. С. Н. Зенкин. М.: Языки славянской культуры, 2002
- Действие и реакция. Жизнь и приключения одной пары. М.: Культурная инициатива, 2008.
- Чернила меланхолии. М.: Новое литературное обозрение, 2016.